# 孙云铸
孙云铸（1895年11月—1979年1月5日），字铁仙，江苏高邮人，中国古生物学家、地质学家，中国科学院院士，中国古生物学与地层学领域的主要奠基人。

## 生平
孙云铸于1916年考入北洋大学采矿专业，次年转入北京大学地质学系。1920年毕业后留校任教，在李四光、葛利普等指导下进行研究与教学工作。1924年出版《中国北方寒武纪动物化石》一书，是中国第一部大型古生物学专著。1926年代表中国出席在马德里举行的国际地质学大会。同年赴德国哈勒大学留学，师从著名地质学家约翰内斯·瓦尔特（Johannes Walther ）。次年获理学博士学位。返国后出北京大学地质系教授。1936年赴广州任中山大学访问教授。抗日战争期间前往昆明，出任国立西南联合大学地质地理气象系主任。抗战结束后回北平，继续任北京大学教授、地质系主任。
中华人民共和国成立后，孙云铸继续在北大地质系任教。1950年加入九三学社。1952年院系调整后，出任地质部教育司司长。1955年当选中国科学院生物学地学部学部委员（院士）。1956年兼任地质部地质矿产研究所副所长。1960年起任地质科学研究院副院长、地层古生物研究室主任。
他还曾任中国地质学会理事长，中国古生物学会会长、理事长，国际古生物学会副主席，中国海洋湖沼学会理事长，苏联古生物学会名誉会员，第二、三届全国政协委员，第三届全国人大代表，九三学社中央委员等职。1979年在北京逝世。

## 贡献
孙云铸是中国古生物学与地层学领域的主要奠基人。他对三叶虫有深入的研究，除《中国北方寒武纪动物化石》外，还发表过《中国中部和南部奥陶纪三叶虫》（1931年）、《中国北部上寒武纪之三叶虫化石》（1935年）等专著，描述了100多个三叶虫物种，其中包括由他发现并建立的有18个新属与86个新种，并对中国北方上寒武统划分、建立了五个三叶虫化石带。此外，他还对头足类、笔石类、珊瑚等有详细研究，发表过《中国的含笔石地层》（1931年）、《中国奥陶纪与志留纪的笔石》（1933年）、《中国北部下奥陶纪笔石化石》（1935年）、《湖南中部尖叶棱角石化石的发现》（1935年）、《芒刺海林檎化石在中国的发现》（1936年）、《山东内角石（新属）——中国最古之全壳亚目》（1937年）、《湖南上泥盆纪珊瑚化石》（1958年）等专著与论文，发现过卫德金氏尖棱菊石（Manticoceras wedekindi）、山东内角石属（Shantungendoceras）、刘氏假腹菊石（Pseudogastrioceras liui）、假提罗菊石（Psendotirolites）、黔南乌克曼菊石（Wocklumeria）、兴安岭海神石（Clymeniida）等具有重要地层学意义的化石。
在地层学方面，孙云铸对古生界、特别是寒武系进行了深入研究。他发表过《中国的寒武系、奥陶系与志留系》（1926年）、《地质年代划分的三原则并专论中国之古生代地层》（1943年）、《关于中国寒武纪地层界线问题》（1948年）、《寒武纪下界问题》（1957年）、《从古生物混合群组合论中国古生代各系间的界线》（1959年）、《中国寒武纪地层划分问题》（1961年）等论文，由他创立的馒头、毛庄、徐庄、张夏、崮山、长山、凤山等组名、阶名都为地质界沿用。
他一生共发表学术著作余百种，其主要著作涉及古生物学（24种）、地层学（16种）、古生物地理（3种）、大地构造（1种）、学科理论综述等（11种）等众多领域。